# Dougal Dixon
Dougal Dixon, född 1 mars 1947, är en skotsk författare med inriktning på att skriva populärvetenskapliga böcker. Dixon är utbildad vid Saint Andrews-universitetet, som han lämnade med en Master of Science 1972. Han har hittills medverkat till mer än 150 böcker, framförallt inom geologi, paleontologi och evolution.
Dixon har blivit särskilt känd för att ha skrivit böcker där han försöker föreställa sig hur dinosaurierna skulle ha kunnat utvecklas om Krita–tertiär-utdöendet inte hade inträffat (The New Dinosaurs (1988)) och hur jordens djurliv skulle kunna utvecklas miljontals år efter människans tidsålder (After Man (1981) och Man after Man (1990)). Dixons böcker inspirerade sedermera till BBC:s miniserie The Future Is Wild (2002) som han också medverkade i.
Dixon är sedan 1971 gift och har två barn med hustrun Jean Mary Young.